# Bullet for My Valentine (альбом)
Bullet for My Valentine — седьмой студийный альбом валлийской металкор-группы Bullet for My Valentine. Изначально запланированный к выпуску 22 октября 2021 года, релиз альбома был перенесён на 5 ноября 2021 года на лейбле Spinefarm Records и спродюсирован Карлом Бауном.

## Создание и продвижение
19 мая 2020 года Мэттью Так в интервью музыкальному журналу Rock Sound объявил, что группа записывает новый альбом. После нескольких неоднозначных и отрицательных отзывов критиков о Gravity группа решила, что запишет новый альбом, который по звучанию будет «тяжелее» своего предшественника. Однако выпуск нового студийного альбома, продюсером которого снова выступает Карл Баун, был отложен из-за пандемии COVID-19. Мэттью Так прокомментировал звучание будущего альбома: «Риффы сокрушительны. Вокал, вероятно, на 60 процентов агрессивен, на 40 [процентов] чист, это соотношение, с которым мы никогда раньше не сталкивались […] Он [альбом] очень «тяжёлый», очень техничный».
15 июня 2021 года, в преддверии своего выступления на рок-фестивале Download, группа объявила, что планирует выпустить новый релиз в пятницу (18 июня), подкрепив своё заявление 30-секундным тизером будущего сингла, намекающим на более «тяжёлое» новое звучание. 18 июня вместе с видеоклипом был официально выпущен новый сингл «Knives». В тот же день был официально анонсирован будущий студийный альбом, а также показана его обложка и список композиций. 23 июля группа вместе с видеоклипом выпустила второй сингл «Parasite». 10 сентября также вместе с клипом вышел третий сингл «Shatter». 20 сентября из-за продолжающейся пандемии COVID-19 и задержек с производством альбома группа объявила о переносе релиза с 22 октября на 5 ноября. 1 октября состоялся релиз четвёртого сингла «Rainbow Veins», а 4 октября вышел клип.
8 апреля 2022 года группа представила сингл «Omen». Также было анонсировано делюкс-издание альбома, которое будет отличаться обложкой и содержать в себе пять бонусных треков, один из которых — «Stitches» — уже был ранее включён в японское издание пластинки. 27 мая 2022 года «Stitches» попала на стриминговые площадки. 29 июля вышел сингл «No More Tears to Cry».
Планировалось, что делюкс-издание увидит свет 8 июля, однако позже стало известно, что выход перенесён на 5 августа.

## Приём
| Оценки критиков | Оценки критиков                                                                    |
| Источник        | Оценка                                                                             |
| --------------- | ---------------------------------------------------------------------------------- |
| Distorted Sound | 6/10                                                                               |
| Kerrang!        | 4 из 5 звёзд · 4 из 5 звёзд · 4 из 5 звёзд · 4 из 5 звёзд · 4 из 5 звёзд           |
| Louder Sound    | 3,5 из 5 звёзд · 3,5 из 5 звёзд · 3,5 из 5 звёзд · 3,5 из 5 звёзд · 3,5 из 5 звёзд |
| New Noise       | 4,5 из 5 звёзд · 4,5 из 5 звёзд · 4,5 из 5 звёзд · 4,5 из 5 звёзд · 4,5 из 5 звёзд |
| Wall of Sound   | 8/10                                                                               |

Альбом получил в целом положительные отзывы критиков. Distorted Sound поставил альбому 6 баллов из 10 и сказал: «В этой записи нет ничего особенного, но она может привести к некоторым интересным местам. Кто-то должен купить Мэтью Таку тезаурус, чтобы улучшить его шаблонный текст, но ни в коем случае вы не будете смеяться над чем-либо, вы просто ничего из этого не запомните. Их следующий альбом мог бы действительно выиграть от сокращения длины песен и не бояться продолжать идти по этому пути агрессии, которого не хватало этой группе некоторое время. Возможно, причиной самоназвания этой пластинки будет то, что именно в этот момент BFMV решили собраться и сделать смелый шаг вперед, а не просто представить своей аудитории ещё одну пластинку довольно забывчивого мелодик-метала». Kerrang! дал альбому 4 балла из 5 и заявил: "Это пуля, стреляющая на полную катушку, и это звучит абсолютно потрясающе". Louder Sound дал альбому положительный отзыв и заявил: "В конечном счёте, этот альбом - достойный, всепоглощающий, который очарует поклонников всех эпох. И, конечно, хотя это и не превосходит мощную славу The Poison 2006 года, трудно представить, что это задерживает то, что кажется решительным возвращением к вершинам металла". New Noise дал альбому 4,5 балла из 5 и заявил: "В целом, альбом представляет собой невероятную работу, которая определенно достойна названия Bullet for My Valentine". Wall of Sound дал альбому оценку 8/10 и сказал: "С Judas Priest празднует 50-летие, Iron Maiden немного за 40, а Black Sabbath уже давно на пенсии, одному из выскочек середины 2000-х нужно было сделать шаг вперед после неурожайных 90-х. В то время как современные модели Bring Me the Horizon захватывают и задают тренды, они часто оставляют металл в стороне, так что Bullet For My Valentine - вещь красивая и необходимая. Как и их коллеги из других стран, BFMV - группа, чье время пришло, и их одноимённый альбом заслуживает места в заголовках".

## Список композиций
| №                   | Название                   | Автор(ы)                     | Длительность |
| ------------------- | -------------------------- | ---------------------------- | ------------ |
| 1.                  | «Parasite»                 | Мэттью Так • Майкл Пэджет    | 5:40         |
| 2.                  | «Knives»                   | Так • Пэджет • Джейсон Боулд | 4:16         |
| 3.                  | «My Reverie»               | Так • Пэджет                 | 4:42         |
| 4.                  | «No Happy Ever After»      | Так • Пэджет • Боулд         | 4:08         |
| 5.                  | «Can't Escape the Waves»   | Так • Пэджет • Чарли Симпсон | 4:35         |
| 6.                  | «Bastards»                 | Так • Пэджет                 | 5:25         |
| 7.                  | «Rainbow Veins»            | Так • Пэджет                 | 4:58         |
| 8.                  | «Shatter»                  | Так • Пэджет                 | 5:24         |
| 9.                  | «Paralysed»                | Так • Пэджет • Джейми Матиас | 4:11         |
| 10.                 | «Death by a Thousand Cuts» | Так • Пэджет                 | 4:24         |
| Общая длительность: | Общая длительность:        | Общая длительность:          | 47:43        |

| №                   | Название                   | Длительность |
| ------------------- | -------------------------- | ------------ |
| 11.                 | «Omen»                     | 3:53         |
| 12.                 | «Stitches»                 | 5:01         |
| 13.                 | «No More Tears to Cry»     | 3:41         |
| 14.                 | «Step Out from the Inside» | 4:11         |
| 15.                 | «This Means War»           | 3:55         |
| Общая длительность: | Общая длительность:        | 68:24        |

| №                   | Название                                     | Автор(ы)                                           | Длительность |
| ------------------- | -------------------------------------------- | -------------------------------------------------- | ------------ |
| 11.                 | «Stitches»                                   | Так • Пэджет • Майкл Томас                         | 5:01         |
| 12.                 | «Don't Need You» (live at Summer Sonic 2018) | Так • Боулд                                        | 5:32         |
| 13.                 | «Over It» (live at Summer Sonic 2018)        | Так • Боулд                                        | 4:20         |
| 14.                 | «Your Betrayal» (live at Summer Sonic 2018)  | Так • Пэджет • Томас • Джейсон Джеймс • Дон Гилмор | 5:21         |
| 15.                 | «Not Dead Yet» (live at Summer Sonic 2018)   | Так • Боулд • Карл Баун • Дрю Фалк                 | 3:22         |
| 16.                 | «Letting You Go» (live at Summer Sonic 2018) | Так • Мэтт Шварц • Роб Каггиано                    | 4:07         |
| Общая длительность: | Общая длительность:                          | Общая длительность:                                | 75:26        |

## Участники записи
Bullet for My Valentine
- Мэттью Так — вокал, ритм-гитара
- Майкл «Padge» Пэджет — соло-гитара, бэк-вокал
- Джейми Маттиас — бас-гитара, бэк-вокал
- Джейсон Боулд — ударные, перкуссия

Дополнительный персонал
- Карл Баун — продюсирование, звукорежиссёр, сведение
- Джин Пиндер — звукорежиссёр
- Мэтт Эш, Найл Крисп, Дон Дженкинс, Крейг Дженнингс — менеджмент
- Карл Эдди, Ясмина Аун — визуал